# Spyridium majoranifolium
Spyridium majoranifolium är en brakvedsväxtart som först beskrevs av Edward Fenzl, och fick sitt nu gällande namn av B.L. Rye. Spyridium majoranifolium ingår i släktet Spyridium och familjen brakvedsväxter. Inga underarter finns listade i Catalogue of Life.